# Adorazione del sacro legno e incontro tra Salomone e la Regina di Saba

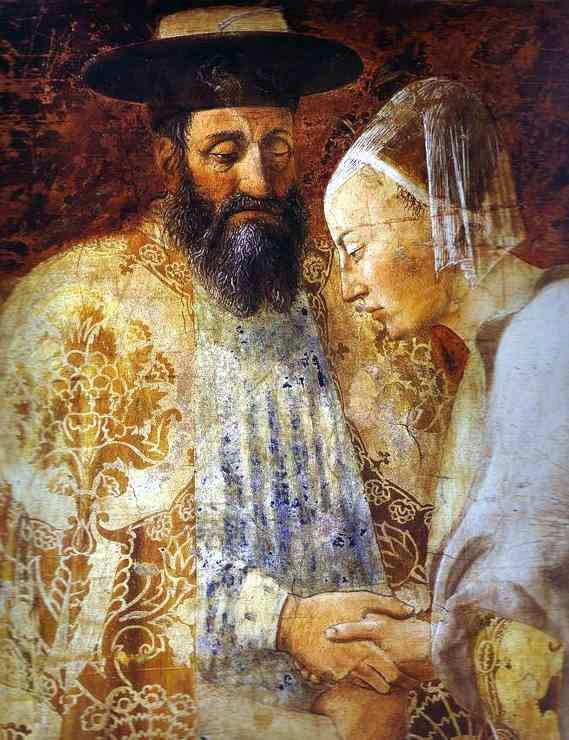
Salomone e la Regina di Saba, dettaglio

Adorazione del Sacro Legno e incontro tra Salomone e la Regina di Saba è un affresco (336x747 cm) di Piero della Francesca e aiuti, facente parte delle Storie della Vera Croce nella cappella maggiore della basilica di San Francesco ad Arezzo, databile agli anni 1452-1458. L'affresco fu probabilmente il secondo ad essere dipinto da Piero nel ciclo, ed è anche il secondo della disposizione cronologica delle storie. La parte dell'Adorazione, dal segno più duro e grafico, venne dipinta da aiutanti del maestro, tra cui spicca Giovanni da Piamonte.

## Descrizione e stile
La storia descritta è tratta dalla Leggenda Aurea di Jacopo da Varazze ed è legata all'Albero della Conoscenza da cui sarebbe stato preso il legno per la Croce della crocifissione di Cristo. Nella lunetta superiore era rappresentata la Morte di Adamo e la piantagione dell'Albero della Conoscenza, che, come riporta Jacopo da Varazze, germogliò fino all'epoca di Salomone. 
L'affresco ha un ritmo lento e solenne, da cerimonia liturgica, accentuato dalle rispondenze simmetriche, dalla semplificazione delle forme (come i volti perfettamente ovoidali), dai panneggi che cadono a piombo accentuando la staticità delle figure. Anche i gesti più semplici appaiono nobilitati dalle concordanze e dalle rispondenze con le architetture e il paesaggio.

### IlRiconoscimentoe l'Adorazione della Croce
In quell'epoca l'albero era stato tagliato ed usato per fare la trave di un ponte, ma la Regina di Saba, nel viaggio compiuto per incontrare il Re, riconobbe il legno prodigioso e, con la sua corte, si inginocchiò per adorarlo: questo episodio è raffigurato nella metà sinistra dell'affresco, in un paesaggio aperto. L'estremità sinistra è colmata da due palafrenieri che tengono i cavalli della corte reale. Uno dei cavalli si innervosisce e mostra il morso, una citazione forse dall'Adorazione dei Magi di Gentile da Fabriano. Tipica di Piero è l'alternanza di colori, in questo caso tra i cavalli e i cappelli dei palafrenieri, impostati a un bianco/nero che si scambia, e le sopravvesti che hanno lo stesso colore dei pantaloni del compagno.
Nel corteo figurano sei damigelle con eleganti acconciature tipiche dell'epoca di Piero (tra cui le altissime fronti rasate coperte da veli, citate, tra l'altro, anche da Pisanello) e una serva nana, dal curioso copricapo a conchiglia. La composizione alterna toni caldi e freddi nei colori delle vesti, che sono attentamente graduati per ottenere equilibrio. La posa della dama dietro la Regina indica il sacro legno, indirizzando l'occhio dello spettatore, mentre la figura della regina inginocchiata ha un preciso riferimento simmetrico sulla parete opposta, dove nella scena Ritrovamento delle tre croci e verifica della Croce fa un gesto analogo l'imperatrice Elena.

### L'Incontro tra Salomone e la Regina di Saba
La parte destra della scena mostra l'incontro tra la Regina di Saba e Salomone, che avviene entro un palazzo classicheggiante, con specchiature marmoree, colonne scanalate, capitelli compositi e architravi articolate a fasce. La metà sinistra è composta dagli uomini, cioè Salomone e i suoi accompagnatori, mentre quella destra è dominata dalle donne, con la Regina e il suo seguito. La Regina è rappresentata nell'atto di inchinarsi in segno di umiltà e sottomissione, un gesto che nell'arte dell'epoca (come nella Porta del Paradiso di Lorenzo Ghiberti) simboleggiava la riunione tra Chiesa latina e Chiesa greca, avvenuta durante il Concilio di Firenze del 1439. Ciò spiegherebbe anche l'inserimento di questa scena, estranea nell'iconografia precedente, nel ciclo delle storie della Croce. La Regina profetizzò anche in quell'occasione come quel legno avrebbe portato la rovina del giudaismo, per questo re Salomone diede l'ordine di seppellirlo (scena successiva del Sollevamento della Croce).
La scena è dominata da un grande equilibrio, con uno stile sobrio ma maestoso e ricco di contrasti di colore. I due eventi, che si svolgono in momenti successivi, sono unificati ma rappresentati in luoghi distinti. Molti sono gli elementi speculari che tessono una fitta rete di rapporti tra le due metà: in particolare il doppio inchino della Regina e le due nobildonne dietro di lei, eseguite con lo stesso identico cartone ribaltato. Notevole è la cura nei dettagli dei tessuti degli abiti dei sovrani, decorati da un'opulenta damascatura, che si ritrova anche in altre opere di Piero, come il tendaggio della Madonna del Parto.